# Koloman Holzinger

Wappen des Abtes Koloman Holzinger an der Fassade der Wallfahrtskirche Frauenberg

Koloman Holzinger OSB (* 13. Jänner 1915 in Bad Hall als Ignaz Holzinger; † 2. September 1978 in Admont) war Benediktiner und von 1956 bis 1978 Abt des Benediktinerstiftes Admont.

## Leben
Koloman Holzinger wurde am 13. Jänner 1915 als Sohn des landwirtschaftlichen Tagelöhners und Knechts Ignaz Holzinger (* 27. Dezember 1883) und dessen Ehefrau Anna (geborene Neuhofer; * 27. April 1876) in Bad Hall geboren und am 17. Jänner 1915 auf den Namen Ignaz getauft. Seine Eltern hatten am 24. Februar 1914 in Bad Hall geheiratet.
Nach seiner allgemeinen Schulausbildung wurde er zunächst Benediktiner des Stiftes Kremsmünster und erhielt den Namen Koloman. Nach seiner Priesterweihe am 29. Juni 1940 musste er als Soldat im Zweiten Weltkrieg vor allem in Südtirol und in der Gegend um Rom dienen. Nach Ende des Krieges wurde er zunächst Kooperator, dann Pfarradministrator, schließlich 1953 Pfarrer von Pettenbach.
1956 wählte ihn das Kapitel des Benediktinerstiftes Admont nach dem Tod des Abtes Bonifaz Zölß zum Abt. Auf ihn gehen zahlreiche Erneuerungen, sowohl personeller und geistlicher wie auch wirtschaftlicher Natur, im Benediktinerstift Admont zurück. Mit zahlreichen Persönlichkeiten des öffentlichen Lebens war Koloman Holzinger befreundet, so mit Leopold Figl und Rudolf Kirchschläger. Seit 1966 war Holzinger Abtpräses der Österreichischen Benediktinerkongregation, von 1963 bis 1966 Apostolischer Administrator des Benediktinerklosters Mariazell.
Die Amtszeit von Abt Koloman fiel in eine wirtschaftliche Blütezeit des Stifts Admont, was ihm die Umsetzung zahlreicher Bau- und Restaurierungsprojekte ermöglichte. Im Stift ließ er von Toni Hafner zwei monumentale Wandfresken ausführen, den Ordensgründer Benedikt von Nursia vor seiner Gründung der Abtei Monte Cassino und die Vision seiner Predigt in den Admonter Bergen darstellend. Auch bei der gleichzeitigen Umgestaltung der Amanduskirche zur Schul- und Jugendkirche wurde Toni Hafner mit der Freskierung beauftragt. 1961 bis 1963 wurden nach Plänen von Hans Beckers die dem Stift inkorporierte Katholische Pfarrkirche Trieben errichtet. Zur Neunhundertjahrfeier der Stiftsgründung wurde 1974 der Neubau des Gymnasiums fertiggestellt und die Orgel der Stiftskirche Admont im historischen Gehäuse neuerrichtet. In demselben Jahr wurde Schloss Röthelstein dem Steirischen Jugendherbergswerk überlassen.
Das persönliche Wappen von Abt Koloman Holzinger zeigt im gevierteten Schild zweimal den steirischen Panther, in den beiden übrigen Feldern den Tassilokelch des Stiftes Kremsmünster und (als Allusion auf seinen Familiennamen) einen Wurzelstock, aus dem ein neuer Trieb wächst, der Herzschild zeigt die Muttergottes von Frauenberg. Das Motto lautet: Protegente Maria Saluti Animarum (Unter dem Schutz von Maria, dem Heil der Seelen).
Abt Koloman Holzinger verstarb am 2. September 1978 63-jährig an plötzlichem Herzversagen. Gemäß seinem Wunsch ist die Gruft vor dem Gnadenaltar in der Wallfahrtskirche Frauenberg an der Enns seine letzte Ruhestätte. Sein Nachfolger als Abt von Admont wurde Benedikt Schlömicher.

## Auszeichnungen
- 1976: Großes Silbernes Ehrenzeichen für Verdienste um die Republik Österreich[3]